# Lamsabih
Lamsabih (franska: Lamsabih (CR), Lamsabih (Commune Rurale), arabiska: امزوضة) är en kommun i Marocko.   Den ligger i provinsen Safi och regionen Marrakech-Safi, i den norra delen av landet, 260 km sydväst om huvudstaden Rabat. Antalet invånare är 11 393.